# Fatima Ibrahim
Fatima Ahmed Ibrahim (Omdurmán, 20 de diciembre de 1928-Londres, 12 de agosto de 2017), en árabe: فاطمة أحمد إبراهيم‎: , fue una feminista, política y activista de Sudán. En 1965 fue elegida diputada del parlamento de Sudán por el Partido Comunista Sudanés convirtiéndose en la primera mujer en ser elegida como miembro del parlamento, no solo en Sudán, sino en todo Oriente Medio y África. Pionera feminista en Sudán, fue cofundadora en 1952 de la Unión Sudanesa de Mujeres. 

## Biografía
Ibrahim nació en 1928 en Omdurmán asegura Nesrine Malik en The Gardian en la crónica de su obituario aunque otras fuentes apuntan 1933 y otras 1934 año indicado según Khalil Charles por los documentos oficiales de Ibrahim señalando que sin embargo, según los miembros de su familia, la cuarta de ocho hermanos nació el 20 de diciembre de 1929 en Omdurman. Provenía de una familia con formación universitaria. Su abuelo fue director en la primera escuela sudanesa para niños e imán en la mezquita de su barrio. El padre de Fatima se graduó en la Universidad Gordon Memorial y trabajó como profesor. La madre de Fatima estaba entre la primera generación de mujeres que fue a la universidad. Fatima creció durante la época colonial anglo-egipcia. Su padre fue expulsado como profesor en una escuela gubernamental cuando rechazó dar clases utilizando el inglés. Después que su padre enseñó en una escuela popular.

## Trayectoria
Cuando llegó a la escuela secundaria femenina de Omdurman empezó a apoyar la lucha de los derechos de las mujeres. Creó un periódico mural llamado Elra'edda, o en árabe  الرائدة o en español "Chicas Pioneras". El periódico se centró en los derechos de las mujeres y además escribía en diarios bajo seudónimo. Fatima lideró la primera huelga de mujeres en Sudán porque la administración escolar decidió cancelar las lecciones de ciencia y las reemplazó por lecciones de 'ciencia familiar'. La huelga resultó un éxito. Sus actividades fueron más allá de la escuela. En, a los 14 años, en 1947 creó la Asociación de Mujeres Intelectuales contra los esfuerzos británicos de limitar el papel de las mujeres en la sociedad sudanesa Aunque Fatima aprobó el examen de Cambridge y fue admitida en la Universidad de Jartum su padre prohibió su asistencia y empezó a trabajar como maestra.
En 1952 fue cofundadora junto a otras mujeres de la Unión Sudanesa de Mujeres y fue elegida presidenta en 1956. Entre los objetivos de la organización estaban el derecho al sufragio de las mujeres, y el derecho de las mujeres a estar presentes en los espacios políticos, legislativos y como ejecutivas empresariales. La organización también trabajó para lograr la igualdad salarial entre hombres y mujeres, formación técnica y luchar contra el analfabetismo femenino. Debido a los objetivos de la Unión de Mujeres se produjeron enfrentamientos sobre derechos políticos con Jabihat El-methaiq elaslami o el Islamic Pledge Front. En 1955 Fatima fue nombrada editora jefe de la revista Sawat al-Maraa (La voz de las mujeres) publicada por la Unión de Mujeres, una revista que más tarde jugó un papel fundamental en el derrocamiento del régimen de Ibrahim Abboud.
A los 19 años por influencia de su hermano se unió al Partido Comunista de Sudán (SCP) el único partido que admitía a mujeres como miembros y estaba en la vanguardia del activismo político del país. Durante un corto periodo de tiempo fue miembro de su comité central. En 1956-57, Fatima presidió la Unión de Mujeres. Uno de sus objetivos fue la independencia de la unión del control del SCP, y ampliar la participación de mujeres con otros referentes. En 1965 fue elegida parlamentaria convirtiéndose en la primera mujer diputada tras haber participado en un movimiento democrático eliminado por el gobierno militar. La crisis constitucional causada por la exclusión ilegal del parlamento sudanés de los miembros del Partido Comunista de Sudán encabezada por Sadiq al-Mahdi, generó mucha tensión entre el Partido Comunista de Sudán y el Partido Umma.
En el partido conoció a su marido, Al Shafie Ahmed Al-Sheikh, uno de los principales líderes del Partido Comunista de Sudán. La pareja se casó en 1969 y se convirtió en la “pareja de oro” de la política progresista. Llamaron la atención del presidente egipcio Gamal Abdel Nasser, que los condecoró y les pidió que compartieran su idea sobre los movimientos de mujeres y el sindicalismo.
En 1969, cuándo Jaafar Muhammad al-Nemieri asumió el poder con un golpe militar apoyado por el Partido Comunista de Sudán, las actividades de la Unión de las Mujeres fueron ampliadas y se avanzó en derechos en diferentes terrenos. Tras el golpe de Estado desaparecieron los partidos y se creó un consejo revolucionario. Después de una breve alianza con los comunistas Nimeiri pasó a purgar a sus dirigentes y el marido de Fatima fue ejecutado. Ibrahim, que llevaba una pequeña librería, fue sometida a varios años de arresto domiciliario. Su único hijo, Mohammed Ahmed, viajó a Inglaterra. A Fatima solo se permitió libertad de movimiento después de que Nimeiri fuera derrocado en 1985.
En 1990 Fatima dejó Sudán para marcharse a Reino Unido después del golpe militar de Omar Hassan al-Bashir y la llegada al poder del Frente Nacional Islámico liderado por Omar al Bashir y Hassan Al Turabi y se unió la oposición en exilio como Presidenta de la prohibida Unión Sudanesa de Mujeres. En 1991 fue elegida Presidenta de la Federación Democrática Internacional de Mujeres convirtiéndose en la primera mujer árabe y musulmana en asumir esta posición.
Nunca se rindió y siguió escribiendo, entre los libros que publicó “Our Way to Liberation” y “Arab Women and the Image of Social Change”.
En 1993, recibió el premio de Derechos Humanos de las Naciones Unidas y se convirtió en la voz de las mujeres en un momento en el que las mujeres del mundo árabe no podían acercarse a la política.
En 1996 recibió un doctorado honorífico de la Universidad de California por su trabajo a favor de las mujeres y niños.
Regresó a Sudán en 2005 después de una reconciliación entre el gobierno y oposición y fue nombrada diputada en el parlamento representando al Partido Comunista de Sudán. 
Se retiró de la política en 2011. Murió en Londres el 12 de agosto de 2017 a los 84, y su funeral se celebró en Jartum el 16 de agosto. El funeral unió a políticos tanto de la oposición como del gobierno para homenajearla. El presidente sudanés Omar al Bashir dijo de ella que "sirvió a su país con sinceridad y devoción". El primer ministro sudanés Bkri Hassan Saleh y otros funcionarios fueron expulsados del funeral en el que participaron miles de personas.

## Vida personal
En 1969 se casó con el sindicalista y miembro del Partido Comunista Sudanés Alshafie Ahmed Al-shiekh ejecutado en 1971. Tuvieron un hijo. Su hermano Salah Ahmed Ibrahim, es también escritor y activista político. 

## Premios
- Premio de la ONU para Consecuciones Excepcionales en el Campo de Derechos humanos.(1993)
- El Ibn Rushd Premio para Libertad de Pensamiento el año 2006 en Berlín.

## Publicaciones
- Hassadanna Khill'al Ashroon A'mm'a, Arabic حصادنا خلال عشرين عاماً, or (Our Harvest During Twenty Years). Khartoum: Sudanese Women's Union Press, n.d.
- Tariqnu ila el-Tuharur (Our Road to Emancipation). (n.d.).
- el-Mara el-Arabiyya wal Taghyir el-Ijtimai, Arabic المرأة العربية والتغيير الاجتماعي or Arab Women and Social Change. 1986
- Holla Gadie'a alahoal al-shekhssia, Arabic حول قضايا الأحوال الشخصية or Personal Status Affairs.

- Gadie'a Alm'ar'a el-A'mela Al-sodania, Arabic قضايا المرأة العاملة السودانية, or The Affairs of Sudanese Workers Women's.
- An'a Awaan Eltageir Lakeen!,Arabic !آن آوان التغيير ولكن or It's Time for Change but!
- Atfallana we'l Re'aia El-sehi'a, Arabic أطفالنا والرعاية الصحية, or Our Children and Health Care.
- "Arrow at Rest". In Women in Exile, ed. Mahnaz Afkhami, 191–208: University Press of Virginia, 1994.
- "Sudan's Attack on Women's Rights Exploits Islam". Africa News 37, no. 5 (1992): 5.